# پانکا سیتی (اکلاهما)
پانکا سیتی(به انگلیسی: Ponca City) شهری در ایالت اکلاهما کشور ایالات متحده آمریکا است که جمعیت آن در سرشماری سال ۲۰۱۰ میلادی، ۲۵٬۳۸۷ نفر بوده‌است.

## نگارخانه

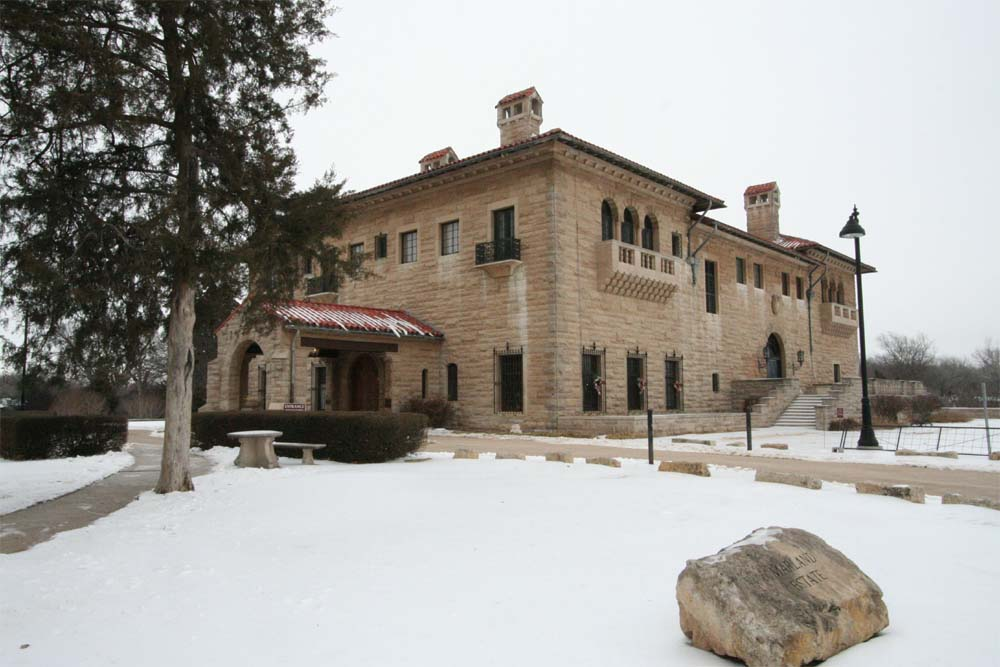